# Air Jordan
Air Jordan és una marca americana de roba, calçat i accessoris esportius enfocats en el bàsquet molt famosa mundialment. Es una submarca de Nike, que és un altre marca amb els mateixos productes però que abraça més esports.
Va ser creada per la marca NIKE amb col·laboració de Michael Jordan, un dels millors jugadors de bàsquet en la historia. Va ser fundada a Chicago Bulls.

## Primer producte
Les Nike Air Jordan 1 es van posar a la venda el 1985. Van arribar amb un disseny molt propi del calçat de bàsquet, és a dir, amb una canya alta que cobrís el turmell. També destaca el logo “Swoosh” de Nike en el lateral i el primer dels logos d'Air Jordan compost per una pilota de bàsquet amb ales. El 1987 quan Nike va presentar el famós logo “Jumpman”, que consistia en la pròpia silueta de Michael Jordan saltant per l'aire a punt de marcar un mat. És per això que la línia Retro de les Air Jordan 1 no estan decorades amb aquest logo, ja que va aparèixer anys després.
El model OG de les Jordan 1 combinava negre i vermell d'una forma molt intensa i cridanera. De fet, a la NBA no li van fer molta gràcia i no va dubtar a criticar-les per no complir amb la normativa. En aquells dies l'habitual era que les sabatilles jugadors tinguessin una base blanca i alguns detalls basats en els colors del seu equip.